# Коршуновское сельское поселение (Киренский район)
Коршуновское муниципальное образование — сельское поселение в Киренском районе Иркутской области Российской Федерации.
Административный центр — село Коршуново.

## История
Законом Иркутской области от 9 июля 2015 года № 65-ОЗ, с 1 августа 2015 года, Коршуновское муниципальное образование и Мироновское муниципальное образование были преобразованы, путём их объединения, в Коршуновское сельское муниципальное образование.

## Население
| 2010 | 2011 | 2012 | 2013 | 2014 | 2015 | 2016 |
| ---- | ---- | ---- | ---- | ---- | ---- | ---- |
| 153  | →153 | ↘142 | ↘138 | ↗140 | ↘139 | ↗185 |
| 2017 | 2020 |      |      |      |      |      |
| ↗186 | ↗190 |      |      |      |      |      |

## Состав сельского поселения
| № | Населённый пункт | Тип населённого пункта       | Население |
| - | ---------------- | ---------------------------- | --------- |
| 1 | Дарьина          | деревня                      | →5        |
| 2 | Ичера            | деревня                      | ↘5        |
| 3 | Коршуново        | село, административный центр | ↘142      |
| 4 | Мироново         | село                         | ↘51       |
| 5 | Мутина           | деревня                      | →0        |
| 6 | Частых           | деревня                      | →0        |